# Institut Árni Magnússon per als estudis islandesos
L'Institut Árni Magnússon per als estudis islandesos (en islandès: Stofnun Arna Magnússonar í íslenskum fræðum) és un institut del Ministeri d'Educació, Ciència i Cultura d'Islàndia, que porta a terme investigacions en islandès i relacionats amb estudis acadèmics, en particular la llengua islandesa i la literatura islandesa, per difondre el coneixement en aquestes àrees, i per protegir i desenvolupar les col·leccions que posseeix o que estiguin sota la seva cura. Porta el nom d'Árni Magnússon, un col·leccionista del segle xvii al XVIII de manuscrits medievals islandesos.
L'institut està ubicat a l'edifici Árnagarður al campus de la Universitat d'Islàndia a Reykjavík. L'espai alberga una sèrie de manuscrits històrics i culturals importants, la major part d'ells procedents de l'Arnamagnæan Codex.